# Terra sem Deus
Terra sem Deus é um filme brasileiro de drama de 1964, dirigido por José Carlos Burle, a partir de seu roteiro com Ismar Porto. Foi o 21º e último filme dirigido por Burle. Esse filme marcou a estreia de Arlete Salles no cinema. 

## Sinopse
Um cangaceiro mostra os problemas do homem e da terra no sertão nordestino. Regenerado pelo amor a uma sertaneja, almeja romper sua cumplicidade inicial com um coronel, que pretende expulsar os colonos de suas terras que serão valorizadas pela construção de um açude. 

## Elenco[3]
- Yara Lins como Joana
- Maurício do Valle como Chicão Glicério
- Tarcísio Ramos como Quinquim
- Arlete Salles como Zilda
- Lúcio Mauro como Zacarias
- Reinaldo Oliveira como Aprígio
- Leda Prysthon como Conceição
- Elpídio Câmara como Custódio
- Adelmar Oliveira como Coronel Nesinho
- Diná Oliveira como Firmina
- Oscar Felipe como Pedro
- Alberico Bruno como Caetano
- Albuquerque Pereira como Severino
- Laura Costa como Ana
- Lenildo Martins como André
- José Santa Cruz como Marido de Conceição